# 戲中之王
《戲中之王》（英語：The Greatest Show on Earth）是一部美國電影，由塞西爾·德米爾執導。

## 榮譽
《戲中之王》贏得兩項奧斯卡獎：最佳影片獎和最佳故事獎，並提名最佳服裝設計獎、最佳導演獎和最佳剪輯獎。它還獲得金球獎最佳攝影獎、最佳導演獎和最佳電影歌曲獎。經通貨調整後，《戲中之王》在美國和加拿大的票房收入是史上最高電影之一。

## 演員
- 貝蒂·赫頓飾演Holly
- 柯納·王爾德（英语：Cornel Wilde）飾演The Great Sebastian
- 查尔顿·赫斯顿飾演Brad Braden
- 詹姆斯·史都華飾演Buttons the Clown
- 多蘿西·蘭默（英语：Dorothy Lamour）飾演Phyllis
- 格洛麗亞·格雷厄姆飾演Angel
- 亨利·威爾考克森（英语：Henry Wilcoxon）飾演FBI Agent Gregory
- 勞倫斯·蒂爾尼（英语：Lawrence Tierney）飾演Mr. Henderson
- 來爾·伯特格（英语：Lyle Bettger）飾演Klaus
- 約翰·雷吉利（英语：John Ridgely）飾演Assistant Manager
- 法蘭克·威爾考克斯（英语：Frank Wilcox）飾演Circus doctor
- 布拉德·約翰遜（英语：Brad Johnson (television actor)）飾演unnamed reporter
- 約翰·凱洛格（英语：John Kellogg (actor)）飾演Harry